# Алдиаровская средняя школа
Алдиаровская средняя общеобразовательная школа — школа в селе Алдиарово Янтиковского района Чувашской Республики.

## История
Первая школа в селе Алдиарово была открыта 1 ноября 1880 года. Запись в документах, хранящихся в Чувашском государственном архиве : «Алдиаровское училище открыто в 1880 г. ноября 1 дня». В селениях от нужды ходили ученики, где проживало 887 душ мужского (населения) пола, а именно из Алдиарово — 290, Яниково-Шоркистры- 400, Уразкассов −150, Беляево-147. Школа называлась «Начальное училище Братство святителя Гурия».
С 1917 г. школа стала называться советской школой первой степени. В 1931 г. школа была реорганизована в школу-семилетку, в первые годы её называли школой колхозной молодежи. В 1938 г. начинается строительство нового двухэтажного школьного здания недалеко от с. Алдиарово. В 1940-41 учебном году учащиеся занимались в новом школьном здании. В годы Великой Отечественной войны в здании школы размещались сначала военно-полевая школа, затем детский дом для сирот. В 1953 году рядом с двухэтажным зданием построили 4-х классное помещение. В 2007 г. состоялся 51-й выпуск средней школы, за эти годы среднюю школу окончили 1906 юношей и девушек. 30 декабря 2010 г. открыто новое кирпичное здание школы.

## Выпускники
- Васильев, Юрий Егорович